# Stemhebbende retroflexe laterale fricatief
De stemhebbende retroflexe laterale fricatief is een medeklinker die voorkomt in enkele gesproken talen. De klank kent geen officieel symbool in het Internationaal Fonetisch Alfabet, maar in extIPA wordt het symbool <𝼅> gebruikt.
Deze pagina bevat fonetische informatie in het IPA, die in sommige browsers mogelijk niet correct wordt weergegeven.
Waar symbolen in paren voorkomen, vertegenwoordigt het rechter teken een stemhebbende medeklinker. Gearceerde gebieden bevatten medeklinkers die worden beschouwd als onuitspreekbaar.
Zie ook: IPA, Klinkers